# Skenoraträsket
Skenoraträsket är en sjö i Värmdö kommun i Uppland och ingår i Norrström-Tyresåns kustområde. Sjön har en area på 0,0715 kvadratkilometer och ligger 4 meter över havet.

## Delavrinningsområde
Skenoraträsket ingår i det delavrinningsområde (657299-165795) som SMHI kallar för Rinner till Nämdöfjärden. Medelhöjden är 19 meter över havet och ytan är 5,47 kvadratkilometer. Det finns inga avrinningsområden uppströms utan avrinningsområdet är högsta punkten. Avrinningsområdets utflöde mynnar i havet, utan att ha någon enskild mynningsplats.